# Merrilliopanax
Der Merrilliopanax ist eine Pflanzengattung innerhalb der Familie der Araliengewächse (Araliaceae). Die nur drei Arten sind im Himalaya-Raum und Hochland von Tibet verbreitet.

## Beschreibung

### Erscheinungsbild und Blätter
Merrilliopanax-Arten wachsen als immergrüne Sträucher oder kleine Bäume. Der Stamm und die Äste weisen keine Stacheln auf. Der Stamm besitzt ein Mark.
Die wechselständig angeordneten Laubblätter sind groß und in Blattstiel und Blattspreite gegliedert. Die einfachen Blattspreiten können zwei- oder dreilappig oder ungelappt (Merrilliopanax listeri) sein (darin unterscheidet sie sich von den nächstverwandten Gattungen). Die Blattränder sind glatt bis gesägt oder gezähnt. Die zwei unauffälligen bis kaum erkennbaren Nebenblätter sind mit dem Blattstiel verwachsen.

### Blütenstände und Blüten
Die end- oder seitenständigen auf einem Blütenstandsschaft stehenden, verzweigten, rispigen Gesamtblütenstände sind aus doldigen Teilblütenständen zusammengesetzt und enthalten viele Blüten.
Die wohl zwittrigen Blüten sind radiärsymmetrisch und fünfzählig mit doppelter Blütenhülle. Die fünf Kelchblätter bilden einen Kranz mit fünf winzigen Kelchzähnen. Es sind fünf Kronblätter vorhanden. Es ist nur ein Kreis mit fünf Staubblättern vorhanden. Zwei Fruchtblätter sind zu einem unterständigen Fruchtknoten verwachsen. Die zwei Griffel sind vollkommen frei oder an ihrer Basis verwachsen.

### Früchte und Samen
Die ellipsoiden Steinfrüchte enthalten zwei Samen. Die Samen besitzen Endosperm.

## Systematik und Verbreitung
Die Gattung Merrilliopanax wurde 1942 von Hui Lin Li in The Araliaceae of China, in Sargentia - A continuation of the contributions from the Arnold arboretum of Harvard University, Band 2, Seite 62–63 aufgestellt. Typusart ist Merrilliopanax listeri (King) H.L.Li. Der Gattungsname Merrilliopanax ehrt den US-amerikanischen Botaniker Elmer Drew Merrill (1876–1956).
Die Merrilliopanax-Arten kommen im nordöstlichen Indien, Bhutan, Nepal, Myanmar und mit allen drei Arten im westlichen China vor.
Die Gattung Merrilliopanax gehört zur Unterfamilie Aralioideae innerhalb der Familie Araliaceae.
Es gibt nur drei Merrilliopanax-Arten:
- Tibetanischer Reispapierbaum (Merrilliopanax alpinus (C.B.Clarke) C.B.Shang, Syn.: Brassaiopsis alpina C.B.Clarke, Merrilliopanax tibetanus C.Y.Wu & S.K.Wu, Pseudobrassaiopsis alpina (C.B.Clarke) R.N.Banerjee, Tetrapanax tibetanus G.Hoo, Merrilliopanax cordifolius Sastry): Das Verbreitungsgebiet reicht vom nordöstlichen Indien über Bhutan und Nepal bis ins südliche Tibet.[1]
- Merrilliopanax listeri (King) H.L.Li (Syn.: Dendropanax listeri King, Gilibertia listeri (King) Hand.-Mazz., Merrilliopanax chinensis H.L.Li): Das Verbreitungsgebiet reicht vom nordöstlichen Indien über das nördliche Myanmar bis in das nordöstliche Yunnan.[1]
- Merrilliopanax membranifolius (W.W.Sm.) C.B.Shang(Syn.: Nothopanax membranifolius W.W.Sm., Gilibertia membranifolia (W.W.Sm.>) Hand.-Mazz., Gilibertia myriantha Hand.-Mazz.): Das Verbreitungsgebiet reicht vom nordöstlichen Indien über das nördliche Myanmar bis in das nordwestliche und westliche Yunnan.[1]

## Nutzung
Der Tibetanische Reispapierbaum (Merrilliopanax alpinus, chinesisch: 西藏常春木 xi zang chang chun mu) und Merrilliopanax listeri, chinesisch: 常春木 chang chun mu, werden als Heilpflanze in der traditionellen chinesischen Medizin eingesetzt. Beide Arten werden auch in tropischen bis subtropischen Parks und Gärten als Zierpflanze verwendet. Das Mark des Stammes des Tibetanischen Reispapierbaumes wird in Stücke geschnitten und zu Papier, „Reispapier“ genannt, verarbeitet.